# 弗朗索瓦·杜·博瓦
弗朗索瓦·杜·博瓦（François Du Bois，出生于法国勃艮第地区卢瓦尔河畔的慈善院（La Charite sur Loire）。是一位杰出的作曲家、马林巴琴演奏家，同时又兼有教育家、作家等多重角色。

## 出道
弗朗索瓦从8岁开始其音乐之旅，17岁时成为一名职业音乐人。从16岁到26岁期间，弗朗索瓦同时兼有交响乐团打击乐手及爵士鼓手的双重职历。在经典音乐领域，他曾经与洛林·马泽尔（Lorin Maazel）、奥利维埃·梅西安（Olivier Messiaen）、姆斯蒂斯拉夫·罗斯特罗波维奇（Mstislav Rostropovich）等著名音乐家合作，在爵士乐领域，亦与理查·盖利安诺（Richard Galliano）、崔洛·克古图（Trilok Gurtu）、多米尼克·迪·皮阿扎（Dominique Di Piazza）、阿比·林肯（Abbey Lincoln）等大师同台竞艺。 

### 人生转折
20岁那年，他感觉到在自己的音乐上有一种逾越于技巧之上的空虚与空洞。于是为寻求“那个”答案他决定前往非洲的布基纳法索。在患上疟疾徘徊于生死边缘等惨痛经历后，他终于找到了自己想要得到的东西。在体会到与巫术相通的非洲音乐中的奥妙之后，他对音乐的感受力越发敏锐。返回法国数年后，在得到恩师雷·雷马（Ray Lema）的教诲后他终于完成了自己的音乐修行。雷·雷马（Ray Lema）：著名作曲家、非洲歌手、扎伊尔（现刚果民主共和国）国立芭蕾舞团创始人。

## 作为马林巴琴演奏家的职业生涯

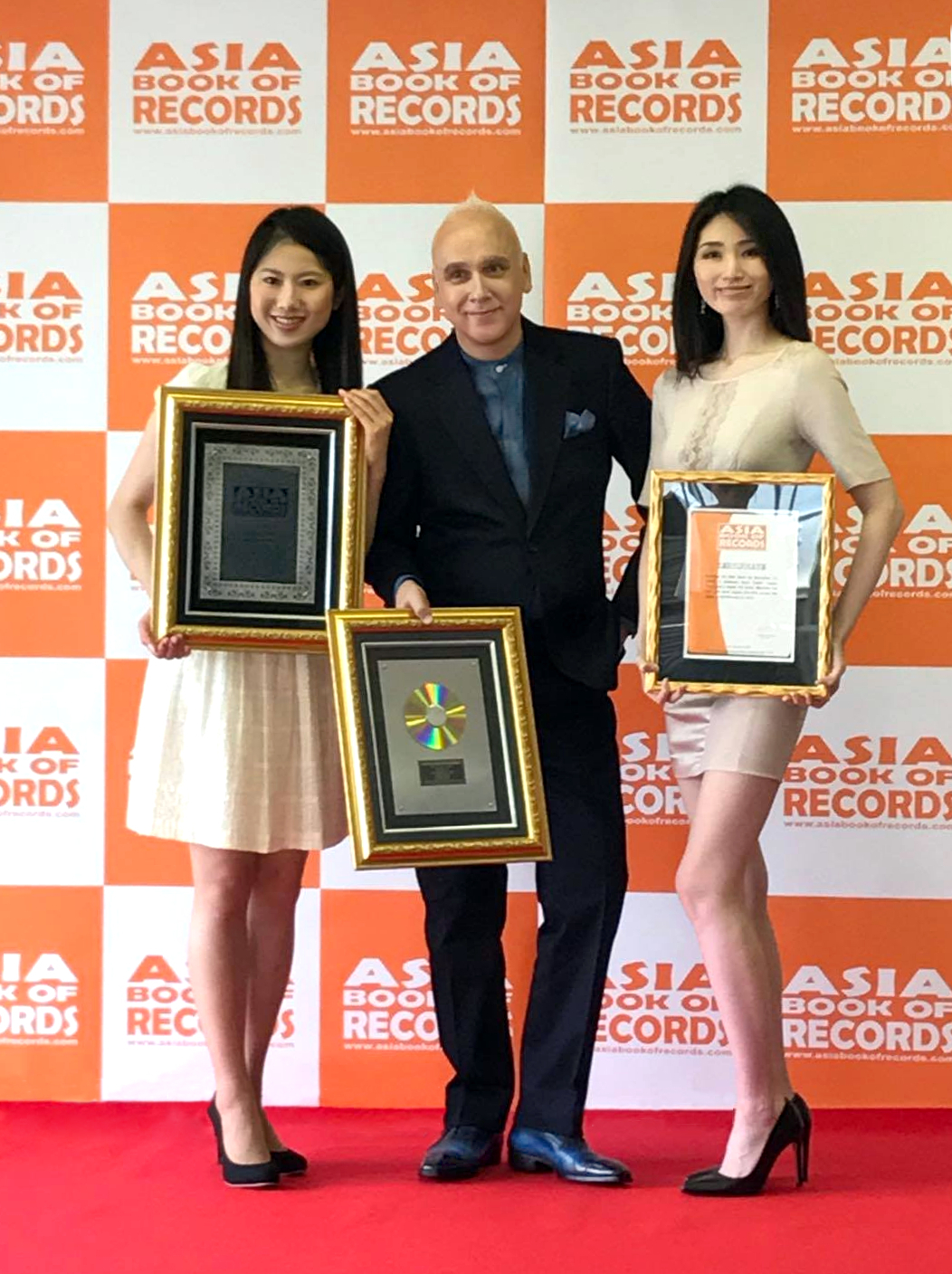
弗朗索瓦·杜·博瓦的世界纪录颁奖典礼, 东京，2017年6月。

与加拿大籍小提琴家海伦·克鲁雷特（Helene Collerette，现广播法国交响乐团首席小提琴）组合二重奏。之后，与澳大利亚籍小提琴家简·皮特兹（Jane Peters，柴科夫斯基国际音乐比赛第3名）组合在德国进行了巡回演奏会。在素有酷评之称的音乐刊物《Mainzer Rhein-Zeitung》的标题处，评语“小提琴与木琴之合音达到极致！”跃于纸面。其后，他与钢琴家路德别克·塞尔米（Ludovic Selmi）组合，在欧洲各国巡演，其后在日本的演出使他首次踏入日本这个岛国。同时这一组合也曾与非常受欢迎的打击乐乐队“Les Tambours du Bronx”合演。结束二重奏组合的音乐活动后，弗朗索瓦便专注于作曲工作与专辑的录音制作。 

### 弗朗索瓦·杜·博瓦的其他二重奏表演
- 马林巴琴/双簧管 – 与弗朗索瓦·勒勒（François Leleux），著名演奏家，现巴伐利亚广播交响乐团独奏演员合作，洛林·马泽尔（Lorin Maazel）指挥
- 马林巴琴/单簧管 – 与帕特里克·梅西纳（Patrick Messina），著名演奏家，法国国立交响乐团独奏演员合作， 克鲁特·马兹尔（Kurt Mazur）指挥
- 马林巴琴/大提琴 – 与亨利·狄马奎特（Henri Demarquette）， 著名演奏家
- 马林巴琴/尺八(日本传统笛子) – 与山本邦山，东京艺术大学教授合作
- 马林巴琴/小提琴 – 与简-马克·菲利普斯-瓦尔加贝蒂安（Jean-Marc Philipps-Varjabédian），著名演奏家等合作

为寻求全新的音乐地平线，1998年他只身前往日本。媒体声称与妻子关系破裂是导致他赴日的契机（参照杂志“CREATE”和“SAY”）。
获邀于培养出众多日本政治家、企业经营者、著名律师等的庆应义塾大学，他在该校综合政策学部开设了一门特别讲座，传授作曲技巧。
同年，他与14位马林巴琴手及太鼓手组成乐队“l’Orchestre d’autre part”开始在日本进行演出。与安倍圭子介绍的2名弟子共同制作了别具风格的马林巴琴专辑“Origine”并在由NHK电视台主办的“Studio Park: Francois Du Bois Special”中向1000万人的观众倾心诠释了其精湛的琴艺。
2013年10月取得了特殊许可后，在天台宗目黑不动尊泷泉寺，收录了杜博瓦的敬献演奏，寺内众僧侣们也都参与其中。这是为纪念慈觉大师1150年御远忌和观世音菩萨像修复的极其特例的活动。确立了基于“六字诀”而创作的冥想音乐“Medita Music”的全新类型 。
这个音乐在次年2014年9月，由日本哥伦比亚发行了双CD专辑“Dive Into Silence（潜入沉默) （页面存档备份，存于）。
专辑中的特别单曲“Dive Into Silence - Eclaircie - （潜入沉默 -拨云见日-）”以马林巴CD销售量第一的成绩（80,300张）被亚洲纪录大全认定为世界纪录。
作为购买2019年9月发行的著书《作曲的科学》的限定赠品，推出了 专辑《古农·卡维》，是一张并不在一般音乐市场流通的特殊专辑。并且，《作曲的科学》成为了畅销书籍 。
他為電影《La Traversée》創作音樂，該電影在 FESPACO 2021 年電影節上獲得了奧馬魯·甘達獎
2022 年《乐器的科学》（讲谈社蓝皮书）出版。 该书被定位为长期畅销书《作曲的科学》（同出版社）的续篇。
同年，他还发行了专辑《La Légende de laforet》，这是一张 "受天狗生活的森林启发而创作的冥想作品集"[10]。 
继《作曲的科学》和《乐器的科学》的畅销热卖后，合版书将于2022年6月24日出版。

## 获奖经历及贡献
- 在巴黎市打击乐器演奏大赛中获得评审员全场一致的第1名
- 获法国财团奖
- 1993年获Légion Violette*勋章，音乐部门金奖，在法国参议院礼堂接受颁奖（*法兰西共和国总统冠名勋章）

## 马林巴琴演奏教程
弗朗索瓦·杜·博瓦（François Du Bois）编撰有马林巴琴史上第一本完整的教程，IMD出版社出版的该教程共有3卷，名为《4根琴棒的马林巴》。安倍圭子在序言中写道：“这本教程独辟蹊径的为马林巴琴学者提供了一种非常具有创造性的方法。”该教程有法文、英文、日本三种语言译本。

## 录音专辑
- TBMT：钢琴2架 / 打击乐器2架
- Entre deux mondes：与雷·雷马（Ray Lema）, 理查·盖利安诺（Richard Galliano）, 弗朗索瓦·勒勒（François Leleux）等合作
- l'Heure nuptiale：为巴黎玛德莲教堂创作的管风琴曲
- DP4：与尺八（日本传统笛子）演奏家山本邦山合作
- Marimba night：“l’Orchestre d’autre part”的现场录音
- Origine：2架马林巴琴与1架太鼓的三重奏
- 潜入静默：日本哥伦比亚发行，2CD专辑，2014年。
- 在达尼尔·格央努（Daniel Goyone）的专辑"Lueurs bleue" 和 "Il y a de l'Orange dans le bleu" 中与崔洛·克古图（Trilok Gurtu）, 路易·斯科拉维斯（Louis Sclavis）等合作
- 古农·卡维：D-Project/讲谈社 2019，Medita・Music第二版专辑（参照：《作曲的科学》18～19页）

## 电影
- 《迷失东京（Lost in Translation）》（导演：索菲亚·科波拉 (Sofia Coppola)），奥斯卡最佳剧本奖），饰钢琴家。
- 《穿越》 (杜博瓦创作了电影原声带)  由伊蕾娜-塔森贝多导演

## 杜博瓦方式
弗朗索瓦·杜·博瓦亦创有以其名字命名的“杜博瓦方式（Dubois Method）”。在其开创的学院里他出任首席教官，通过杜博瓦方式向慕名而来的公司雇员及经营者等传授如何发掘自身创造力的技巧，致力于开发每个学员自身的潜在能力。在他的讲座中，经常会用到使他受益匪浅的非洲风格音乐，从而达到一种非常巧妙的效果。
杜博瓦汲取他在教育、音乐、武术中的经验，创建了“个人人生经历管理方式”——杜博瓦方式。这个方式最初创立于庆应义熟大学的人生经历管理学讲座，邀请到包括卡洛斯·戈恩（日产社长）在内的众多商界重要人物来分享他的成果。2003年，针对当时学生对未来迷茫的状态，杜博瓦在大学开设了“个人人生经历设计——杜博瓦方式”的培训课程。2005年，他自行开设了“杜博瓦方式”学院。该“杜博瓦方式”侧重于提高企业家和员工们的创造力和能量，达到体力、气力、智力、感性之间的平衡。培训基于四个步骤：游戏、身体锻炼（中国武术和中医）、讨论（心理约束力）和音乐（主要是非洲音乐）。杜博瓦的书为个人人生经历提供了实际的应用方法。
杜博瓦方式推荐人：
- 藤江俊彦（千叶商科大学大学院教授、日本经营管理协会副理事长、日欧Career Design研究所顾问）
- 藤卷幸夫（株式会社 7＆i生活设计研究所董事社长兼伊藤洋华堂执行董事衣料事业部长）
- 堀义人（Globis经营大学院校长、Globis Capital Partners代表Partner、哈佛经营大学院校友会理事）
- 茂木健一郎（脑科学家、东京工业大学大学院教授、东京艺术大学非常勤讲师、NHK“PROFESSIONAL”栏目主持人）
- 吉田寿寿子（日法协会副会长）

## 武术
杜博瓦的武术之路是从11岁时练习柔术开始的。14岁时敲开合气道之门，师从日本的田村信喜先生。2003年开始习练中国武术。为了深化自己的武当内家拳（气功、太极拳、八卦掌、形意拳），于2008年秋赴中国湖北武当山修行三个月。2009年7月被授予“武当内家拳国际传人”证书，是首位获得此殊荣的外国人。并于同月在东京设立武当道教功夫学院日本分院，担任教学指导。在2010年10月第四届世界传统武术大赛中（湖北十堰）率学员代表日本队参赛，获国际组太极拳类 1金 1银 2銅。

## 发表文章
- 读卖新闻（Yomiuri Newspaper）：2003年-2004年，任《读卖周刊（Yomiuri Weekly）》亚洲文化专栏作家。
- 朝日新闻(Asahi Newspaper)：2005年-2006年，任《AERA English》人生经历设计（Career Design）专栏作家。
- Japan Times：2007年，任《Japan Times Jr.》人生经历设计（Career Design）专栏作家。
- 日经新闻（Nikkei Newspaper）：2008年——2009年，任《Ecolomy》专栏作家。
- 朝日新闻（Asahi Newspaper）：2010年——至今，任《Job Labo》专栏作家。

## 著书
- 《你可以有更出色的活法！》（日本三笠书房）
- 《怎样找到恋人》（日本 Graph社）
- 《让不行的自己改变之书》（日本 WAVE出版社）茂木 健一郎(日本著名脑科学家)推荐并撰写序言。堀 义人（Globis集团总裁，哈佛校友会理事）推荐
- 《没有教给日本人的外国人总裁的超级工作法》（讲谈社Biz出版）主要访谈客人-卡洛斯 ・戈恩
- 《杜博瓦思考法》 （钻石社出版）
- 《总是引领人生至正确方向的1％的人们》 （青春出版社）
- 《发现改变命运之才能的方法 杜博瓦方式》（ Magazine House ）
- 《丰富人生之路的重要的事 无所谓的事》 （钻石出版社）
- 《活动身体，心给出真正的答案》 （青春出版社）
- 《太极拳教会我的人生瑰宝-中国・武当山90 天修行记》  ( 讲谈社出版)
- 《法国人导师传授的49条法则：感性而活！》  ( 啓明社)
- 《想法・活法》  (新世界出版社)
- 《作曲的科学 - 创造美丽音乐的“理论”与“法则”》（讲谈社 Blue Backs）